# Baurecht (Österreich)
Als Baurecht wird in Österreich das private Recht bezeichnet, auf einem fremden Grundstück – oder unter dessen Oberfläche – ein Gebäude zu errichten. Es ist im Baurechtsgesetz 1912 (BauRG) geregelt.

## Materielles Recht: Das Baurecht
Bei dem Baurecht handelt es sich um ein vererbbares und veräußerbares dingliches Recht an einer Sache, also einen Nießbrauch.
Im Unterschied zum Superädifikat handelt es sich hierbei um ein Gebäude auf Dauer. Die Laufzeit eines solchen Vertrages – zwischen den Eigentümern des Grundes und des Bauwerks – beträgt zwischen 10 und 100 Jahren. Üblicherweise erhält der Baurechtgeber vom Baurechtwerber/Bauberechtigten ein entsprechendes Entgelt, den Bauzins. Dem Bauberechtigten stehen am Gebäude die Rechte des Eigentümers und am Grundstück die Rechte des Nutznießers zu. Nach Ablauf der vertraglich vereinbarten Frist fällt das Gebäude gegen eine angemessene Entschädigung in das Eigentum des Grundeigentümers.

## Rechtsquelle: Das Baurechtsgesetz
Dieses Recht ist in einem eigenen Gesetz geregelt, dem Gesetz vom 26. April 1912, betreffend das Baurecht. (Baurechtsgesetz – BauRG), StF: RGBl. Nr. 86/1912 und inklusive der Durchführungsbestimmung Verordnung des Justizministers im Einvernehmen mit dem Minister für öffentliche Arbeiten, dem Minister des Innern und dem Finanzminister vom 11. Juni 1912 über die Durchführung des Gesetzes, betreffend das Baurecht RGBl. Nr. 114/1912 bis heute gültig ist. Es wurde aber BGBl. 1990/258 umfassend novelliert.